# Апель, Винфрид
Винфрид Апель (нем. Winfried Apel; род. 1954, Тюрингия) — немецкий пианист.

## Биография
В 1972 году окончил Дрезденскую специальную музыкальную школу (класс Амадея Веберзинке), в 1972—1976 гг. учился в Московской консерватории у Якова Зака и Льва Оборина, в 1976—1982 гг. — в Дрезденской Высшей школе музыки у А. Веберзинке. Преподаёт в Дрезденской Высшей школе музыки, с 1992 г. профессор. В числе его учеников — Александр Шимпф, Диана аль-Хассани, Райко Фютинг, Мирьяна Райич.
Выступает с сольными концертами и в ансамбле (с флейтистом Эккартом Хауптом, дюссельдорфским Квартетом имени Шумана и др.), гастролирует в Германии, Европе и Азии. «Чутким, энергичным, точным» называет Апеля рецензент одного из концертов.

## Награды и признание
- 1-я премия Международного конкурса имени Иоганна Себастьяна Баха (Лейпциг, 1972).